# Њу Сејлем (Илиноис)
Њу Сејлем (енгл. New Salem) град је у америчкој савезној држави Илиноис.

## Демографија
По попису из 2010. године број становника је 137, што је 1 (0,7%) становника више него 2000. године.
| Група             | 2000.       | 2010.       |
| Белци             | 135 (99,3%) | 134 (97,8%) |
| Афроамериканци    | 0 (0,0%)    | 0 (0,0%)    |
| Азијати           | 0 (0,0%)    | 0 (0,0%)    |
| Хиспаноамериканци | 0 (0,0%)    | 0 (0,0%)    |
| Укупно            | 136         | 137         |